# 兰开斯特里亚号
兰开斯特里亚號（RMS Lancastria）是英国Cunard航运公司旗下的豪华皇家游轮。
兰开斯特里亚号于1940年6月17日鄧寇克行動後，乘载然留在法國的六千至九千名的工作人員、軍人和平民，在法国圣纳泽尔港外海被纳粹德国空军的轰炸机击沉。据推测这次沉没事件导致的罹难人数达4000以上，只有二千五百人獲救。这次事件是英国航海史上死亡最多的单次事件，也是英国在二战中伤亡最惨重的一次事件。据称兰开斯特里亚号的罹难人数比泰坦尼克号（Titanic）和露西塔尼亚号（Lusitania）罹难人数的总数还多。